# Pristimantis truebae
Pristimantis truebae es una especie de anfibio anuro de la familia Craugastoridae.

## Distribución
Esta especie es endémica del Ecuador central. Habita en las provincias de Bolívar, Cañar y Cotopaxi entre los 2 870 y 3 190 m sobre el nivel del mar en la vertiente occidental de la Cordillera Occidental.

## Descripción
Los machos miden de 25.5 a 39.0 mm y las hembras de 45.0 a 45.8 mm.

## Etimología
Esta especie lleva el nombre en honor a Linda Trueb.

## Publicación original
- Lynch & Duellman, 1997 : Frogs of the genus Eleutherodactylus (Leptodactylidae) in western Ecuador: systematics, ecology, and biogeography. Special Publication, Natural History Museum, University of Kansas, n.º 23, p. 1-236[5]